# يو إف سي 36
يو إف سي 36: تصادم العوالم (بالإنجليزية: UFC 36: Worlds Collide)‏ هو حدث لفنون القتال المختلطة نظمته يو إف سي، أُقيم في 22 مارس 2002، على إم جي إم جراند جاردن أرينا في لاس فيغاس، نيفادا، الولايات المتحدة.